# ツッコメディ!痛快パラダイス
『ツッコメディ!痛快パラダイス』（ツッコメディ つうかいパラダイス）は、2000年4月2日から同年10月1日まで朝日放送（ABCテレビ）の『日曜笑劇場』で放送されていたコメディ番組である。通称「通パラ」。放送時間は毎週日曜 12:00 - 12:55 （日本標準時）、『全国高校野球選手権大会中継』の準決勝中継があった8月20日には放送を休止。
収録はなんばグランド花月で行われていた。

## 物語
ある寂れた遊園地に石田という男がやってきた。彼は自分の作るホットドッグとツッコミとプロレス技を武器に、遊園地の再建を目指す。

## 出演者
- 石田靖
- 山田花子
- FUJIWARA（原西孝幸・藤本敏史）
- 未知やすえ
- 長原成樹
- おかゆうた（おかけんた・ゆうた）
- 烏川耕一
- オール巨人（オール阪神・巨人）
- 池乃めだか

## スタッフ
- タイトル：原田専門家
- 制作協力：アイ・ティ・エス
- 制作著作：ABC、吉本興業

| 朝日放送 日曜12:00枠（『日曜笑劇場』）                      | 朝日放送 日曜12:00枠（『日曜笑劇場』）                       | 朝日放送 日曜12:00枠（『日曜笑劇場』）                 |
| 前番組                                                      | 番組名                                                       | 次番組                                                 |
| ----------------------------------------------------------- | ------------------------------------------------------------ | ------------------------------------------------------ |
| なんじゃそら三人組・旅情編 （1996年1月7日 - 2000年3月26日） | ツッコメディ!痛快パラダイス （2000年4月2日 - 2000年10月1日） | なんやモー目茶苦茶屋 （2000年10月8日 - 2002年3月31日） |